# Louisa Lippmann
Louisa Lippman, född 23 september 1994 i Herford i Tyskland, är en volleybollspelare (högerspiker) och beachvolleyspelare. Som volleybollspelare spelade hon med landslaget och med flera elitklubbar i Tyskland, Italien, Kina och Ryssland. Hon gick 2022 över till att spela beachvolley istället för inomhusvolleyboll.
Louisa Lippmann spelade i ungdomen med lokala laget TG Herford och Telekom Post SV Bielefeld. Hon började 2010 på USC Münsters volleybollinternatskolan och spelade med deras ungdomslag i 2. Volleyball-Bundesliga Nord. Hon började spela med seniorlaget i Volleyball-Bundesliga under 2012. Lippmann gick 2014 över till de tyska mästarna Dresdner SC, med vilka hon var med och försvarade mästerskapstiteln. Efter att ha vunnit liga- och cupdubbel 2016 bytte Lippmann till serierivalen SSC Palmberg Schwerin. Lippmann blev även tysk mästare med damerna från Schwerin och blev den mest värdefulla spelaren i Bundesliga 2016/17. I december 2017 röstades hon fram till årets volleybollspelare i Tyskland, en titel som hon skulle vinna samtliga år till och med 2021. Säsongen 2018–19 spelade Lippmann med Azzurra Volley Firenze i italienska serie A1. Hon flyttade senare under 2019 till Kina och Shanghai. Efter säsongens slut i Kina återvände Lippmann till SSC Palmberg Schwerin i slutet av januari 2020. Hon återvände sedam till Shanghai hösten 2020. I januari 2021 flyttade hon till Ryssland till VK Lokomotiv Kaliningrad och vann det ryska mästerskapet med dem tre månader senare. Lippmann flyttade därefter till den italienska toppklubben Pallavolo Scandicci Savino Del Bene. Hon vann CEV Challenge Cup 2021–2022 med dem. Efter det avslutade hon sin inomhuskarriär.
Louisa Lippmann slutade femma med det tyska ungdomslandslaget vid U19-EM 2012. Hon tränade 2013 med seniorlandslaget, men fick skjuta upp sin internationella debut på grund av en axelskada. Hon debuterade i landslaget vid första matchen i Montreux Volley Masters 2014. Laget förlorade matchen mot USA med 3-1, men vann turneringen. Samma år nådde hon med landslaget finalen i Europa Volleyball League och slutade nia i VM. Vid VM 2018 blev det en 11:e plats. I januari 2020 förlorade hon med det tyska landslaget i finalen i OS-kvalet och missade därigenom att ta sig till OS. I april 2022 meddelade Lippmann att hon avslutade sin landslagskarriär.
Efter att ha avslutat sin inomhuskarriär beslutade Lippmann 2022 att satsa på en beachvolleybollkarriär och tränade på den federala basen i Hamburg. I augusti spelade Lippmann med olympiska mästarinnan Kira Walkenhorst vid EM i München, men kom trea i gruppen och slogs därefter ut i första omgången av utslagsspel. Från november 2022 kommer hon att spela tillsammans Laura Ludwig.
Lippmann är sedan 2021 gift med handbollsspelaren Hannes Lindt.